# دورجيس
دورجيس (بالفرنسية: Dourges)‏ هي بلدية تقع في إقليم باد كاليه من منطقة نور با دو كاليه في شمال فرنسا. تبلغ مساحة هذه المدينة 10.48 (كم²)، وترتفع عن سطح البحر 29 م، يبلغ عدد سكانها 5704 نسمة حسب إحصاء المعهد الوطني للإحصاء والدراسات الاقتصادية سنة 2009 م. وترأس Patrick Defrancq البلدية خلال فترة (2008-2014).